# Shelter (sång)
Shelter är en countrysång skriven av Joe South. South spelade in sången och släppte den 1969 i USA och i Sverige 1970. South producerade och arrangerade låten och dess A-sida Walk a Mile in My Shoes, som var Souths sista större hit. Som band på singeln hade South ”the Believers” bestående av hans bror Tommy South och svägerska Barbara South. 
Låten finns med på Souths album Don't It Make You Want to Go Home. Låten har även spelats in av bandet The Tams. 